# Thomas Greiner
Thomas Greiner (ur. 3 maja 1963 w Dreźnie) – niemiecki wioślarz. Złoty medalista olimpijski z Seulu.
Reprezentował barwy NRD. Zawody w 1988 były jego jedynymi igrzyskami olimpijskimi i zdobył złoto w czwórce bez sternika. Osadę łodzi tworzyli także Roland Schröder, Ralf Brudel i Olaf Förster. W czwórce bez sternika zostawał mistrzem świata w 1987 i 1989, był trzeci w tej konkurencji w 1985 i 1990 i w dwójce ze sternikiem w 1986. Był również mistrzem świata w czwórce ze sternikiem w 1982 i w dwójce ze sternikiem w 1983. 